# Acacias (metrostation)
Acacias is een metrostation in Madrid dat werd geopend op 5 juni 1968 en wordt bediend door 5 van de Metro van Madrid. Het station bevindt zich in het district Arganzuela en ligt onder de Paseo de las Acacias.

## Geschiedenis
Het station is onderdeel van het eerste gedeelte van lijn 5 dat werd geopend op 5 juni 1968. Destijds liep de lijn tussen Carabanchel en Callao. Om een makkelijke overstap op lijn 3 van de metro en lijn C-5 van de Cercanías mogelijk te maken is het station met een overstaptunnel verbonden met station Embajadores dat iets ten oosten van het station ligt.
Op 1 april 2017 werden de afwijkende openingstijden, waarbij alle stationshallen 's avonds om 21:40 uur sloten en er geen personeel aanwezig was, opgeheven.

## Toegang en locatie
- Paseo de la Esperanza: Pº Esperanza, 2A (hoek met Pº Acacias).

## Afbeeldingen

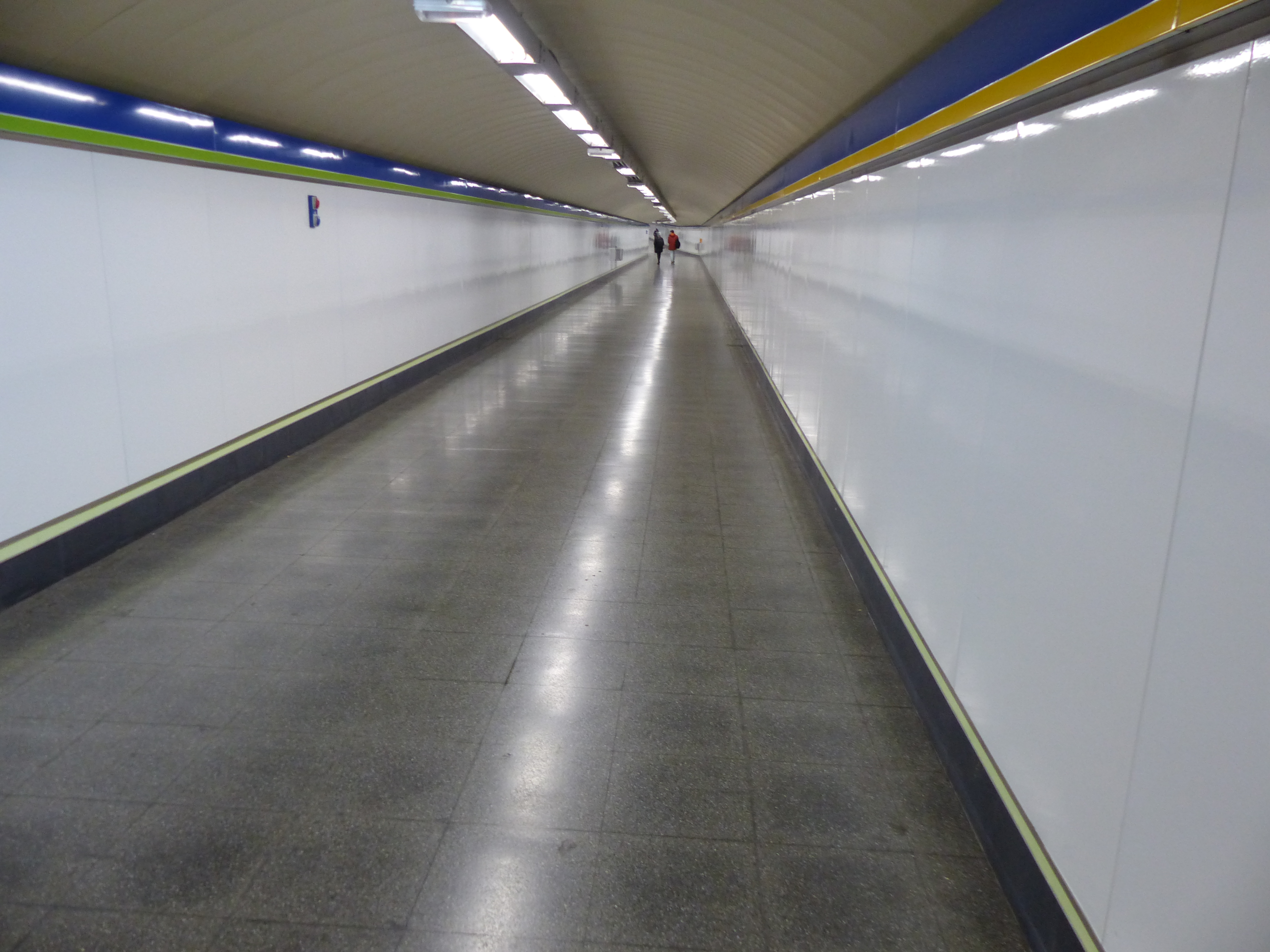
Voetgangerstunnel tussen Acacias en Embajadores